# Matricina

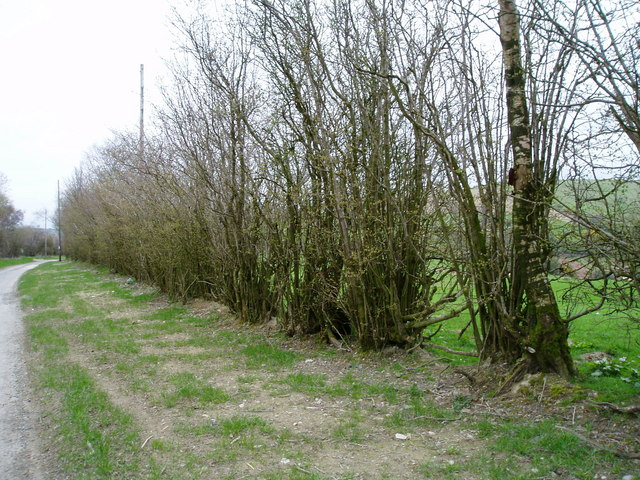
Ceduo matricinato

In selvicoltura la matricina è una pianta, originata da un semenzale o da un pollone, che viene lasciata quando si effettua il taglio di un bosco ceduo allo scopo di garantire la rinnovazione del bosco per seme. 
Questa tecnica di governo dei boschi è detta matricinatura. Al fine di garantire un'adeguata rinnovazione perpetuata nel tempo, le matricine di un bosco sono disetanee, distribuite uniformemente, isolate o a gruppi ma in numero sufficiente.

## Significato ecologico
Il ruolo delle matricine è quello di produrre seme per sostituire le ceppaie morte e di assicurare la variabilità genetica. In realtà la rinnovazione è assicurata solo per le specie tolleranti dell'ombra come leccio e faggio mentre, per le altre, l'ombreggiamento da parte delle matricine può essere addirittura controproducente ed innescare fenomeni di successione con cambiamento delle specie arboree dominanti del bosco.

## Utilità selvicolturale
Oltre all'ovvio vantaggio di impedire la degradazione del bosco e favorire la rinnovazione, il rilascio di matricine può avere un ritorno economico per la presenza nel bosco di piante annose adatte a fornire assortimenti legnosi pregiati, mentre i cedui, in genere, sono adatti solo per produrre legna da ardere o assortimenti di limitato valore tecnologico. Le matricine di querce, inoltre, possono essere utilizzate per la produzione di ghiande per l'alimentazione dei maiali allevati allo stato brado.

## Tecniche di matricinatura
Le matricine rilasciate possono risalire all'ultimo turno di taglio (in tal caso prendono il nome di allievi) o essere vecchie di due o più turni. Le matricine andrebbero, quando possibile, scelte tra piante nate da seme, più longeve e vigorose dei polloni, ma questo è possibile di rado. In caso si lascino dei polloni devono essere scelti tra i più vigorosi. Le leggi forestali italiane impongono il rilascio di matricine a distanza regolare.